# Believe (Folder5의 노래)
〈Believe〉(빌리브, ビリーヴ 비리브[*])는 Folder5의 세 번째 싱글이다. 2000년 11월 29일에 avex tune에서 발매됐다.

## 개요
타이틀 곡인 ‘Believe’는 LOLITA의 ‘DREAMIN' OF YOU’(컴필레이션 음반 “SUPER EUROBEAT VOL.105”에 수록)의 커버 걱이며, 후지 TV 계열의 TV 애니메이션 “원피스”의 두 번째 여는 곡으로 사용됐다. 여성 프로 골퍼인 요코미네 사쿠라의 노래방 애창곡으로 뽑히고 있다.
커플링 곡인 ‘Liar’는 NORMA SHEFFIELD의 ‘IF YOU WANNA STAY’의 커버 곡이다.
초도 한정판에만 포토 카드가 들어 있다.

## 커버
- 가나하 히비키(누마쿠라 마나미)(2012년, 음반 《THE IDOLM@STER ANIM@TION MASTER 생방임까 SPECIAL 01》 수록)
- Dream5(2013년, 싱글 〈COME ON!/도레미파소라이로〉 수록)

## 수록 내용
| #  | 제목                       | 작사                   | {{{기타정보}}} | 재생 시간 |
| -- | -------------------------- | ---------------------- | -------------- | --------- |
| 1. | 〈Believe〉                | 야호 치로루            | GROOVE SURFERS |           |
| 2. | 〈Liar〉                   | c.close(쿠로스 치히로) | GROOVE SURFERS |           |
| 3. | 〈Believe〉 (instrumantal) |                        | GROOVE SURFERS |           |
| 4. | 〈Liar〉 (instrumantal)    |                        | GROOVE SURFERS |           |